# Ozwald Boateng
Ozwald Boateng, född 28 februari 1967 i London, är en brittisk skräddare och designer. 
Han föddes i London av ghananska föräldrar. Han är idag verksam längs den klassiska skräddargatan Savile Row i centrala London där han har gjort sig ett namn genom att använda traditionella kentetyger med starka färger.